# Judith Guest
Judith Guest (Detroit, 29 marzo 1936) è una scrittrice statunitense.

## Biografia
Nata a Detroit, Michigan, nel 1936, vive e lavora nel Minnesota.
Pronipote del poeta Edgar Guest, si è laureata all'Università del Michigan e ha insegnato per tre anni prima di esordire nel 1976 con il romanzo Gente senza storia trasposto in pellicola nel 1980 col titolo Gente comune diretto da Robert Redford, vincitore di quattro premi Oscar.
In seguito ha pubblicato altri quattro romanzi e un saggio.

## Opere

### Romanzi
- Gente senza storia (Ordinary People) (1976), Milano, Mondadori, 1977 traduzione di Masolino D'Amico
- Un altro paradiso (Second Heaven) (1982), Milano, Mondadori, 1987 traduzione di Bruno Oddera ISBN 88-04-29920-7
- Killing Time in St. Cloud con Rebecca Hill (1988)
- (EN) Errands, New York, Ballantine Books, 1997, ISBN 0345409043, LCCN 96044207.
- L'occhio avvelenato (The Tarnished Eye) (2004), Milano, Mondadori, 2007 traduzione di Diana Fonticoli

### Saggi
- The Mythic Family (1988)

## Filmografia
- Gente comune regia di Robert Redford (1980) (soggetto) sulla base del libro Gente senza storia.
- Rachel River regia di Sandy Smolan (1987) (soggetto e sceneggiatura)

## Premi e riconoscimenti
- Premio Janet Heidinger Kafka: 1976 vincitrice con Gente senza storia[4]